# 清田会
清田会は、長崎県に本部を置く暴力団で、指定暴力団山口組の二次団体。市長射殺事件を起こして解散するに至った長崎の水心会を源流としている。

## 来歴

### 起源
山口組の二次団体であった水心会の構成員が2007年に伊藤一長長崎市長を射殺（→長崎市長射殺事件）。この事件を受けた山口組が同年内に同会会長の水田元久を除籍処分とし、同会を山口組から追放した。すると同会で若頭の役にあった幹部構成員が、同年のうちに同会の構成員らをほぼそのまま引き継ぐ形で新たな団体を結成。これが清田会の起こりであった。

### 直系へ
その結成からしばらくの間は福岡市内に本部を構える山口組系伊豆組の傘下となっていたものの、2008年に山口組の直系組織（二次団体）となった。伊豆組からの内部昇格であった。

## 会長：清田隆紀
1965年生。別の山口組系組織で最高幹部を務めたのち、縁あって伊豆組に移籍。同組二代目組長・青山千尋の舎弟の役を経て、2008年11月、同組内から山口組の直参（二次団体首領）に昇格。時の直参の中で最年少であった。